# Camilo Nogueira Román
Camilo Nogueira Román (Lavadores, 22 de novembro de 1936) é um político e economista galego.

## Biografia
Estudou na Escola Industrial de Vigo e passou pelas escolas de Engenharia Industrial de Bilbao e de Madri. Também cursou a licenciatura de Ciências Econômicas na Universidade de Santiago.
En 1964 começa a trabalhar na fábrica viguesa de Citroën como engenheiro e participa nas grandes greves de 1972. Forma parte de Galiza Socialista, um grupo que daria origem ao sindicalismo nacionalista galego e que acabaria fundindo-se com a UPG em 1971.
Contribuiu para fundar a Asemblea Nacional-Popular Galega e o Bloque Nacional Popular Galego (foi nas listagens de 1977). Também esteve implicado na criação do Partido Operario Galego (POG), que evolui para Esquerda Galega, um partido nacionalista de esquerda que chegou a ter um deputado nas Autonómicas de 1981. Nesta época, Nogueira participa na redacção do anteprojecto do Estatuto de Autonomia da Galiza.
A Esquerda Galega funde-se com o Partido Socialista Galego e ambos os dois acabariam integrando-se no BNG com o nome de Unidade Galega em 1995. A entrada de Camilo Nogueira no Bloco foi recebida com satisfacção entre os militantes, ao considerar que se produzia, ao fim, a união do nacionalismo galego sob uma mesma sigla política.
Nogueira foi deputado no Parlamento galego nas legislaturas 1981-85, 1985-89, 1989-93 e no período 1997-99 da legislatura 1997-2001, até que foi eleito deputado no Parlamento europeu, onde falava em galego reintegrado, português da Galiza ou galego-português. Foi esta a razão pela qual foi nomeado em abril de 2005 membro de honra da Associaçom Galega da Língua (AGAL). Na actualidade, Nogueira é membro da Executiva do BNG e responsável de Relações Internacionais.